# Madeleine Boullogne
Pour les articles homonymes, voir Famille de Boullogne et Boullogne.
Madeleine Boullogne, baptisée le 24 juillet 1646 à Paris où elle est morte le 30 janvier 1710, est une artiste peintre française.

## Biographie
Elle est la fille du peintre Louis Boullogne et la sœur des peintres Bon et Louis et Geneviève Boullogne.
Elle est reçue, le 7 décembre 1669, à l’Académie royale de peinture et de sculpture, dont son père est un des fondateurs. Madeleine Boullogne commence par travailler sur des chantiers royaux, notamment au Palais des Tuileries, où elle peint quatre toiles pour l’antichambre du Grand appartement du roi, mais également à Versailles, où elle peint pour l’antichambre du Grand appartement de la reine.
Madeleine Boullogne a une vie austère et pieuse. Elle est célibataire et vit avec son frère Bon. Marquée par un augustinisme strict et proche du jansénisme, elle a un mode de vie quasi-monastique. Elle enseigne cependant à quelques élèves.
Elle peint de nombreux tableaux sur la vie à Port-Royal des Champs, que Louise-Magdeleine Horthemels grave ensuite et qui sont extrêmement populaires. Elle peint également des natures mortes et quelques portraits, ainsi que de nombreux tableaux religieux.
Madeleigne Boullogne tombe peu à peu dans l’oubli au XVIIIe siècle, au point que certaines de ses œuvres sont attribuées à d’autres peintres. Elle est surtout connue pour ses tableaux sur Port-Royal, d’autant plus que ses peintures aux Tuileries ont disparu et que la plupart de son travail à Versailles a été ensuite détruit lors de la construction de la Galerie des Glaces.

## Œuvres
- Salon de 1673 : six tableaux de trophées et une peinture de fruits.
- Salon de 1704 : deux tableaux, l’un représentant des fruits, l’autre des instruments de musique.
- Versailles, château, dessus de porte de l’antichambre du Grand Couvert, 1673.
- Vanité, Mulhouse, musée des Beaux-Arts